# Дунаєвський Зиновій Йосипович
Зіновій Йосипович Дунаєвський (1908—1981) — радянський композитор. Заслужений діяч мистецтв Української РСР.
Автор пісень і естрадної музики, більшу частину свого творчого життя присвятив Донбасу. Автор знаменитого «Шахтарського вальсу». Співпрацював з донецьким поетом С. Р. Цвангом.
Народився 17 (30) грудня 1908 року в Лохвиці Полтавської губернії (нині Полтавської області України). Брат І. Й. Дунаєвського.
У 1929 році закінчив Харківську консерваторію по класу композиції С. С. Богатирьова. З цього ж року брав уроки у М. Ф. Гнесіна в Москві.
У 1938—1939 роках — організатор і музичний керівник Шахтарського ансамблю пісні і танцю Донбасу, в 1940—1944 роках — художній керівник Центрального ансамблю пісні і танцю НКВС СРСР.
У роки Великої Вітчизняної війни був художнім керівником ансамблів 2-го Українського і Забайкальського фронтів.
У 1958—1964 роках — художній керівник ансамблю пісні і танцю «Моряна» в Астрахані, в 1964—1969 роках — шахтарського ансамблю пісні і танцю УРСР «Донбас» в Донецьку. Член КПРС з 1953 року.
Помер в 1981 році. Похований на Калитніковському цвинтарі.